# Татарщина (Молодечненський район, М'ясотська сільська рада)
Татарщина (біл. вёска Татаршчына) — село в складі Молодечненського району Мінської області, Білорусь. Село підпорядковане М'ясотській сільській раді, розташоване в західній частині області.